# Desperadoes' Outpost
Desperadoes' Outpost è un film del 1952 diretto da Philip Ford.
È un western statunitense ambientato durante la guerra ispano-americana con Allan Lane, Eddy Waller e Roy Barcroft.

## Produzione
Il film, diretto da Philip Ford su una sceneggiatura di Arthur E. Orloff e Albert DeMond, fu prodotto da Rudy Ralston per la Republic Pictures e girato nell'Iverson Ranch a Chatsworth, Los Angeles, California, dal 16 giugno a fine giugno 1952. Il titolo di lavorazione fu Bandits Outpost.

## Distribuzione
Il film fu distribuito negli Stati Uniti dall'8 ottobre 1952 al cinema dalla Republic Pictures. È stato distribuito anche in Brasile con il titolo Vingança Implacável.